# Thảm sát Covina
Vụ thảm sát Covina xảy ra vào ngày 24 tháng 12 năm 2008, tại Covina, thành phố ở ngoại ô Los Angeles, California, Hoa Kỳ. Chín người đã thiệt mạng do đạn bắn trong một vụ phóng hỏa bên trong một ngôi nhà ở 1129 East Knollcrest Drive, nơi đang tổ chức một bữa tiệc đêm Giáng sinh. Thủ phạm, Bruce Jeffrey Pardo, 45 tuổi, đã vào nhà mặc bộ đồ ông già Noel, đã chết vì một phát súng tự sát vào đầu tại nơi ở của anh trai vào đầu giờ sáng sau vụ tấn công. Các nhà chức trách cho rằng các vấn đề trong hôn nhân là động cơ có thể gây ra vụ việc, các báo cáo chỉ ra rằng vụ ly hôn của Pardo đã được hoàn tất vào ngày 18 tháng 12, một tuần trước khi xảy ra vụ thảm sát. Ba người, bao gồm vợ cũ của Pardo và vợ của anh ta, ban đầu được tuyên bố là mất tích trong khi chờ nhận dạng thi thể của họ.

## Chi tiết

### Tấn công
Vào khoảng 11:30 tối, Bruce Jeffrey Pardo, mặc bộ đồ ông già Noel, đến gõ cửa ngôi nhà của vợ cũ, có khoảng 25 người, với một gói quà có chứa một máy nén khí đã được chuyển đổi để cung cấp xăng và ít nhất bốn khẩu súng ngắn bán tự động 9mm. Một lúc sau khi cánh cửa mở ra, Pardo rút súng ngắn và ngay lập tức bắn cháu gái 8 tuổi Katrina Yuzefpolsky, con gái của Leticia Yuzefpolsky, em gái của Sylvia Pardo, khi cô chạy đến chào đón anh ta, khiến cô bị thương ở mặt. Sau đó, Pardo xả súng vào những người ở trong bữa tiệc. Cảnh sát suy đoán rằng Pardo có thể đã đứng lại và thẳng tay hành quyết một số nạn nhân, sử dụng các khẩu súng ngắn khác.
Sau vụ xả súng, Pardo mở gói có chứa máy nén khí để phun xăng đốt nhà. Chín người chết vì súng hoặc lửa, và ba người khác bị thương: Yuzefpolsky bị bắn vào mặt với vết thương nặng nhưng không nguy hiểm đến tính mạng, một cô gái 16 tuổi bị bắn và bị thương ở lưng và một phụ nữ 20 tuổi bị gãy mắt cá chân do nhảy ra khỏi cửa sổ tầng hai. Một người sống sót đã trốn thoát trong cuộc tấn công và chạy đến nhà hàng xóm, để gọi cho chính quyền. Đám cháy cao khoảng 40 đến 50 feet (12 đến 15 m) và có hơn 80 nhân viên cứu hỏa để dập tắt trong một giờ rưỡi. Do đám cháy dữ dội nên việc xác định danh tính các nạn nhân đã được thực hiện bằng hồ sơ bệnh án.

### Cái chết và hậu quả của kẻ tình nghi
Sau vụ tấn công, Pardo mặc quần áo dạo phố và lái chiếc xe thuê Dodge Caliber của mình đến nhà anh trai ở Sylmar, cách hiện trường vụ án khoảng 30 miles, sau đó Pardo được tìm thấy đã chết vì vết thương do tự sát. Anh trai của Pardo không có mặt trong nhà vào thời điểm Pardo qua đời. Ban đầu người ta tin rằng Pardo định bỏ trốn đến Canada bằng máy bay vì đã mua vé cho chuyến bay của Air Canada. Tuy nhiên, sau đó người ta phát hiện ra rằng hành trình chuyến bay của Northwest Airlines, là từ Los Angeles đến Moline, Illinois (chặng dừng chân ở Minnesota). Pardo đã gọi điện nhiều ngày trước đó để nói với một người bạn trung học rằng anh ta định đến thăm nhưng các nhà điều tra không chắc liệu anh ta có thực sự định đến thăm hay chuyến bay đó nhằm đánh lừa các nhà điều tra. Pardo đã đến thăm người bạn trước đó vào tháng 10 năm 2008. Các báo cáo khác nói rằng bộ đồ ông già Noel đã bị cháy trong súng phun lửa của cuộc tấn công và dính chặt vào da nên không thể loại bỏ tất cả.
Do bị bỏng độ ba nghiêm trọng trên cánh tay, Pardo quyết định đi ngược lại kế hoạch ban đầu. Cảnh sát tìm thấy 17.000 đô la tiền mặt được quấn vào chân bên trong một chiếc áo khoác. Chiếc xe cho thuê đậu cách nhà anh trai Pardo một dãy nhà, có tàn tích của bộ đồ ông già Noel được thu hồi từ hiện trường là bốn khẩu súng ngắn 13 viên đạn, và ít nhất 200 viên đạn. Cho rằng những gì bên trong xe đang bị coi là mối đe dọa, một đội đánh bom trong khi cố gắng loại bỏ một phần bộ đồ ông già Noel bằng một con robot, đã vô tình phát hỏa trong xe, đốt cháy và phá hủy nó. Tại ngôi nhà của Pardo ở Montrose cảnh sát đã thu hồi được 5 hộp đựng súng ngắn bán tự động, một khẩu súng ngắn Benelli M2 Tactical và một hộp đựng xăng có chỉ số octan cao. Họ cũng tìm thấy nơi được mô tả là "nhà máy sản xuất bom" trong nhà của Pardo.

## Đời tư
Pardo sống ở Thung lũng San Fernando và đã tốt nghiệp trường Trung học Bách khoa John H. Francis ở Sun Valley, Los Angeles và Đại học Bang California, Northridge. Pardo làm việc tại Phòng thí nghiệm Sức đẩy Phản lực ở La Cañada Flintridge. Anh gặp Sylvia Pardo, trước đây là Sylvia Orza, vào năm 2004.

## Nạn nhân
Ít nhất 3 nạn nhân tử vong chỉ do vết thương đạn bắn, trong khi 4 người khác chết do cả vết thương đạn bắn và lửa. Hai cái chết khác chỉ bắt nguồn từ vụ cháy. Một số thi thể đã bị đốt cháy và được xác định bằng hồ sơ nha khoa. Ít nhất mười ba trẻ em mồ côi sau cuộc thảm sát, hai trẻ em khác mất cha hoặc mẹ. Các nạn nhân bao gồm:
| Tên                     | Tuổi | Mối quan hệ | Nguyên nhân tử vong             |
| ----------------------- | ---- | ----------- | ------------------------------- |
| Sylvia Ortega Pardo     | 43   | Vợ cũ       | Vết thương đạn bắn              |
| Alicia Sotomayor Ortega | 70   | Mẹ vợ       | Vết thương do súng bắn vào bụng |
| Joseph S. Ortega        | 80   | Bố vợ       | Nhiều vết thương do súng bắn    |
| Charles Ortega          | 49   | Anh rể      |                                 |
| Cheri Lynn Ortega       | 45   | Chị dâu     |                                 |
| James Ortega            | 51   | Anh rể      |                                 |
| Teresa Ortega           | 52   | Chị dâu     |                                 |
| Alicia Ortega Ortiz     | 46   | Chị dâu     |                                 |
| Michael Andre Ortiz     | 17   | Cháu trai   | Chết cháy                       |

## Động cơ
Cảnh sát suy đoán động cơ của vụ tấn công có liên quan đến vấn đề hôn nhân. Người vợ của Pardo đã hoàn tất thủ tục ly hôn một tuần trước khi vụ tấn công xảy ra. Tuy nhiên, Pardo không có tiền án tiền sự và không có tiền sử bạo lực. Pardo đã bị sa thải khỏi công việc kỹ sư điện tại ITT Electronic Systems, Radar Systems vào tháng 7. Có một số suy đoán cho rằng vụ ly hôn có thể là do Pardo che dấu đứa con trong mối quan hệ trước đó. Đứa trẻ này đã bị thương nặng trong một vụ tai nạn ở bể bơi vài năm trước. Pardo không chu cấp cho vợ cũ và các con của cô.
Cả hai kết hôn vào tháng 1 năm 2006, nhưng ly thân sau khi kết hôn, khi Pardo từ chối mở tài khoản chung với Sylvia. Pardo mong vợ tự lo cho ba đứa con bằng tài chính của mình.
Vào tháng 6 năm 2008, tòa án ly hôn đã yêu cầu Pardo phải trả 1.785 USA một tháng tiền chu cấp. Vào tháng 7, Pardo bị sa thải vì lập hóa đơn sai giờ và tòa án đã đình chỉ các khoản cấp dưỡng do khó khăn trong công việc.
Pardo được yêu cầu trả cho Sylvia 10.000 USD cho việc giải quyết vụ ly hôn, theo các tài liệu của tòa án. Sylvia vẫn giữ chiếc nhẫn cưới và chú chó của gia đình. Trong một tuyên bố trước tòa, Pardo phàn nàn rằng Sylvia đang sống với bố mẹ, không trả tiền thuê nhà và đã tiêu xài phung phí trên một chiếc xe hơi sang trọng, các chuyến đi đánh bạc ở Las Vegas, ăn uống tại các nhà hàng cao cấp, massage và chơi golf.

## Văn hóa

### Âm nhạc
- Poly Styrene, ca sĩ chính của X-Ray Spex, đã thu âm một bài hát vào năm 2010 có tên "Black Christmas", trong đó có đề cập đến vụ thảm sát.

### Phim ảnh
- Silent Night một phần dựa trên vụ thảm sát. Trong phim, một nhân vật kể câu chuyện về một người đàn ông mặc bộ đồ ông già Noel và sử dụng súng phun lửa tự chế để tấn công bữa tiệc Giáng sinh có sự tham dự của vợ cũ.